# Apparitions fantômatiques
Apparitions fantômatiques est un film muet de Georges Méliès sorti en 1910.

## Fiche technique
- Réalisation et scénario : Georges Méliès
- Société de production : Star Film
- Pays de production :  France
- Format : muet - noir et blanc
- Durée : inconnue
- Date de sortie : 
  - France : 1910